# 青い鳥症候群 (漫画)
『青い鳥症候群』（あおいとりシンドローム）は、河野やす子による日本の漫画作品。『プチコミック』（小学館）にて、1984年7月号より1988年2月号まで連載された。単行本は全10巻、文庫版は全4巻。1999年にテレビドラマ化された。2000年にはテレビドラマを記念して、特別編が描きおろしで刊行された。人の愛とうその哀しさを描いた作品。

## あらすじ
主人公・二宮杏奈は詐欺師をしている。それは記憶を失くした幼馴染の森枝慎吾の入院費を稼ぐためである。杏奈の父親のせいで慎吾の両親は家に火をつけて自殺をし、その火事の影響で慎吾は入院することになったのであった。慎吾のためなら自分は何色に染まってもいいと杏奈は考えている。記憶が戻れば杏奈のもとから慎吾は離れていくと思い悩む杏奈。記憶を取り戻すも退院した慎吾は杏奈と一緒に暮らし始める。
慎吾のアルバイト先の娘・由加が妊娠する。妊娠させたのは自分ではないが、原因に責任を感じた慎吾は、由加と結婚しようとする。しかし由加の流産により破局することになり、杏奈と慎吾は結ばれる。

## 登場人物
二宮 杏奈（にのみや あんな）
主人公。20歳の大学生。詐欺師をし、慎吾の入院費を稼いでいる。
森枝 慎吾（もりえだ しんご）
杏奈の幼馴染。両親を亡くしたショックで記憶が幼少のころまでしかなく、入院していた。退院後、「豆の湯」という喫茶店でアルバイトを始める。
杏奈の父親
詐欺師。刑務所にいたが出所。「斉藤一雄」という偽名を使用している。
結城 英（ゆうき ひで）
杏奈につきまとう男。結城物産社長の息子。
奥村 由加（おくむら ゆか）
「豆の湯」のマスターの娘。男嫌いだったが、慎吾に想いを寄せる。
杏奈の母親
杏奈は死んでいると思っていたが、神戸で暮らしていた。

## 書誌情報
- 河野やす子『青い鳥症候群』小学館〈プチセブンコミックス〉、全10巻
  1. 1985年2月、ISBN 4-09-131741-3[5]
  2. 1985年7月、ISBN 4-09-131742-1[6]
  3. 1985年12月、ISBN 4-09-131743-X[7]
  4. 1986年5月、ISBN 4-09-131744-8[8]
  5. 1986年9月、ISBN 4-09-131745-6[9]
  6. 1987年2月、ISBN 4-09-131746-4[10]
  7. 1987年8月、ISBN 4-09-131747-2[11]
  8. 1988年2月、ISBN 4-09-131748-0[12]
  9. 1988年5月、ISBN 4-09-131749-9[13]
  10. 1988年7月、ISBN 4-09-131750-2[14]

- 河野やす子『青い鳥症候群』小学館〈Flower comics deluxe〉、全4巻
  1. 1999年11月、ISBN 4-09-134711-8[15]
  2. 1999年11月、ISBN 4-09-134712-6[16]
  3. 1999年12月、ISBN 4-09-134713-4[17]
  4. 1999年12月、ISBN 4-09-134714-2[18]

- 河野やす子『青い鳥症候群 特別編』小学館〈Judy comics〉、2000年2月、ISBN 4-09-169141-2[19]

## テレビドラマ
テレビ朝日系列「サタデードラマ」枠で1999年10月16日から12月11日まで放送された。

### キャスト
- 二宮杏奈：安達祐実
- 磯村亜紀：羽田美智子
- 沢井透：別所哲也
- 藤沢慎吾：上里亮太
- 藤沢哲也：辰巳琢郎
- 藤沢香織：森下涼子
- 加納美里：橘実里
- 田代五月：梅宮万紗子
- 安藤智恵：真瀬樹里
- 金井由香：田村英里子
- 水島勉：野口五郎
- 立花春樹：梅宮辰夫
- 磯村昭久：松村雄基
- 磯村綾乃：野際陽子

#### ゲスト出演者
- 須永慶（第1・2話）
- 藤沢亮子：朝加真由美（第1 - 3・9話）
- ト字たかお（第2話）
- 嘉門洋子（第3・5話）
- 森沢早苗（第4話）
- 松村明（第5話）
- 野間洋子（第6話）
- 川島なお美（第7話）
- 青柳克巳（第8・9話）
- 有吉弘行（第9話）

### テーマ曲
- L'Arc〜en〜Ciel
  - 「LOVE FLIES」
  - 「いばらの涙」

### スタッフ
- 脚本：吉本昌弘、瀧川晃代
- 演出：今井和久（MMJ）、徳市敏之（アズバーズ）
- プロデューサー：佐々木基（テレビ朝日）、春日千春（大映テレビ）
- チーフプロデューサー：五十嵐文郎（テレビ朝日）
- 音楽：DENNIS MARTIN
- 協力：テイクシステムズ、テレビ朝日クリエイト
- 制作：テレビ朝日、大映テレビ

### サブタイトル
1. あなたは呪われた子…
2. あなたは私の母親ですか
3. 車イスの恋人へ…300万の慰謝料を騙した少女
4. 秘密のキスと謎のブローチ
5. 5千万で私は母を売ります
6. 離婚届と運命のプロポーズ
7. 嘘よ!あの男が私の父親!?
8. 衝撃の運命!最後のお願い
9. 運命のクリスマス